# Іда Тарбелл
Іда Мінерва Тарбелл (англ. Ida Minerva Tarbell; 5 листопада 1857 — 6 січня 1944) — американська письменниця, журналістка-розслідувачка, біографка і викладачка. Вона була однією з провідних макрейкерок Ери прогресивізму кінця 19 — початку 20 століть і піонеркою журналістських розслідувань. Народилася в штаті Пенсильванія на початку нафтового буму. Найбільш відомою є її книга «Історія компанії „Standard oil“», що вийшла у вигляді серії статей у журналі McClure's Magazine, які публікувалися з 1902 по 1904 рік. Історик Дж. Норт Конвей назвав її «шедевром розслідувальної журналістики», а історик Деніел Єргін — «найвпливовішою книгою про бізнес, що будь-коли виходила в США». Книга сприяла припиненню монополії Standard Oil, прийняттю закону Хепберна 1906 року, закону Манна-Елкінса і антитрастового закону Клейтона та створенню Федеральної торгової комісії (FTC).
Протягом своєї 64-річної кар'єри Тарбелл написала декілька біографій, зокрема мадам Ролан та Наполеона. Тарбелл вважала, що «Істину та спонукання видатних людей можна пізнати». Вона була переконана, що істину можна передати таким чином, щоб «спричинити значущі соціальні зміни». Вона написала численні роботи про Авраама Лінкольна. Після журналістського розслідування про Standard Oil і Джона Д. Рокфеллера вона написала біографії бізнесменів Елберта Генрі Ґері, голови US Steel, а також Оуена Д. Янга, президента General Electric.
Плідна письменниця та викладачка, Тарбелл була відома тим, що бралася за складні теми — нафтову промисловість, тарифи, права робітників — і легко та доступно пояснювала їх у своїх статтях. Її статті сприяли підвищенню тиражів журналів McClure's Magazine та The American Magazine, і багато її книг були популярними серед широкої американської аудиторії. Після років успішної праці на посаді журналістки та редакторки журналу McClure's, Тарбелл та кілька інших редакторів звільнились, щоб стати власниками і видавцями The American Magazine. Також Тарбелл об'їздила всю Америку з циклом лекцій, в яких розповідала про жахи війни, американську політику, трести, тарифи, права жінок та робітників.
Тарбелл була членом професійних організацій та двох президентських комітетів. За її сприяння була створена Ліга авторів (нині Гільдія авторів). Протягом 30 років Тарбелл була президентом клубу Pen and Brush. Під час Першої світової війни вона працювала в Комітеті жінок, створеному Президентом Вудро Вільсоном при Раді національної оборони. У 1921 році Тарбелл брала участь у Конференції з питань безробіття, влаштованій президентом Уорреном Дж. Гардінгом.
Через її діяльність Тарбелл часто вважають феміністкою, хоча вона критично ставилася до суфражизму.

## Раннє життя та освіта
Іда Мінерва Тарбелл народилася 5 листопада 1857 року на фермі в окрузі Ері, штат Пенсильванія, в сім'ї Естер Енн (уроджена Маккалоу), вчительки, та Франкліна Саммера Тарбелла, вчителя і столяра, а згодом нафтовика. Вона народилася в дерев'яній хижі свого діда по матері, Уолтера Райлі Маккалоу, першопоселенця шотландсько-ірландського походження, та його дружини. Предки батька Тарбелл оселилися в Новій Англії у 17-му столітті. Бабуся розповідала Іді, що серед їхніх предків були сер Уолтер Райлі, офіцер штабу Джорджа Вашингтона та перший єпископ американської Єпископальної церкви. У Тарбелл було двоє молодших братів і сестра: Уолтер, Франклін-молодший і Сара. Франклін-молодший помер в дитинстві від скарлатини. Сара також перехворіла і все життя мала слабке здоров'я.  Уолтер став нафтовиком, як його батько, а Сара була художницею.

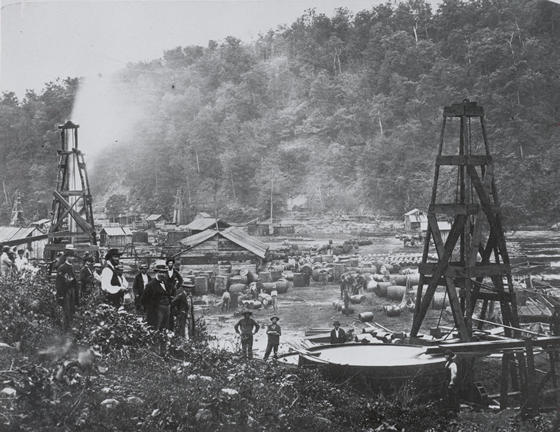
Нафтове родовище у Пенсільванії, 1862 рік

Дитинство Іди Тарбелл минуло серед нафтових родовищ Пенсильванії, і цей досвід вплинув на написання нею робіт про Standard Oil та умови праці нафтовиків. Родина Тарбелл сильно постраждала під час паніки 1857 р., коли банки збанкрутували і Тарбелли втратили всі свої заощадження. Франклін Тарбелл зводив нову ферму у Айові, коли народилася Іда. Йому довелося покинути цей будинок і повернутися до Пенсільванії. Зовсім без грошей, він пішки перетнув Іллінойс, Індіану та Огайо,  і дорогою трохи заробляв, викладаючи у сільських школах. Кажуть, що коли він повернувся, змучений 18-місячною подорожжю, маленька Іда Тарбелл вигукнула: «Іди геть, поганий!» 
У 1859 році, з початком нафтової лихоманки у Пенсильванії, матеріальне становище Тарбеллів покращилось. Коли на заході Пенсильванії, де вони мешкали, почали розроблятись нафтові родовища, це докорінно змінило економіку регіону. Нафта, як писала Іда в автобіографії, створила «багато перспектив для аферистів, шахраїв і будь-кого, хто був схильний використовувати вади інших». Батько Тарбелл почав будувати дерев'яні резервуари для нафти. Сім'я жила в халупі з майстернею для Франкліна, що стояла серед нафтового родовища з двадцятьма п'ятьма свердловинами. Нафта була скрізь: у піску, ямах і калюжах. Про це Тарбелл написала: «Жодна інша галузь людської діяльності в перші свої дні не була такою руйнівною для краси, ладу та порядності, як видобуток нафти».
У 1860 році батько Іди перевіз сім'ю до Раузвілла, штат Пенсильванія. Нещасні випадки у Раузвіллі сильно вплинули на Іду. Засновник міста і сусід родини Тарбеллів Генрі Раус бурив свердловину, коли стався вибух газу. Раус прожив ще кілька годин, встиг написати заповіт і залишити мільйон доларів іншим поселенцям для будівництва доріг. Тоді загинуло 18 людей, і мати Іди, Естер, прийняла у домі родини одну з жертв вибуху. Інший вибух стався на кухні одного з будинків поселення, у ньому загинули три жінки. Тарбелл не дозволили подивитись на тіла, але вона прокралася до кімнати, де їх лишили перед похованням. Після цього їй все життя снилися кошмари.
Коли у 1869 році нафтовий бум у Раузвіллі закінчився, сім'я переїхала до Тітусвілля, штат Пенсильванія.
Пізніше батько Тарбелл почав видобувати і очищувати нафту в окрузі Венанго. Бізнес Франкліна, як і решта подібних дрібних підприємств, сильно постраждав від махінацій South Improvement Company. Тоді, у 1872 році, внаслідок змови між залізницями та великими нафтовими компаніями менш ніж за чотири місяці Standard Oil поглинула 22 з 26 своїх конкурентів у Клівленді, що пізніше було названо «Клівлендським завоюванням» або «Клівлендською різаниною». Пізніше Тарбелл яскраво опише цю подію у своїй книзі і звинуватить керівників Standard Oil Company у тому, що вони нечесними методами довели бізнес її батька і решту дрібних нафотових компаній до банкрутства. South Improvement Company таємно домовилась із залізницями підвищити тарифи на перевезення нафти для незалежних компаній. Члени South Improvement Company отримували знижки та пільги, тоді як незалежні нафтовики перевозили товар за збитковими тарифами і банкрутували. Протестувальники, серед яких і Франклін Тарбелл, виходили на марші проти South Improvement Company і перекидали залізничні танкери Standard Oil. Врешті-решт уряд Пенсильванії постановив ліквідувати South Improvement Company.
Тарбелли були соціально активними, виступали за права жінок та введення сухого закону.  Родина передплачувала газети Harper's Weekly, Harper's Monthly та New York Tribune, і саме завдяки їм Іда Тарбелл могла стежити за подіями громадянської війни.  Також інколи Іда пробиралася у будиночок слуги, щоб почитати The Police Gazette — таблоїд з моторошними історіями.  Батьки були методистами і родина відвідувала церкву двічі на тиждень.  Естер Тарбелл підтримувала права жінок та приймала в себе Мері Лівермор та Френсіс Е. Віллард. 

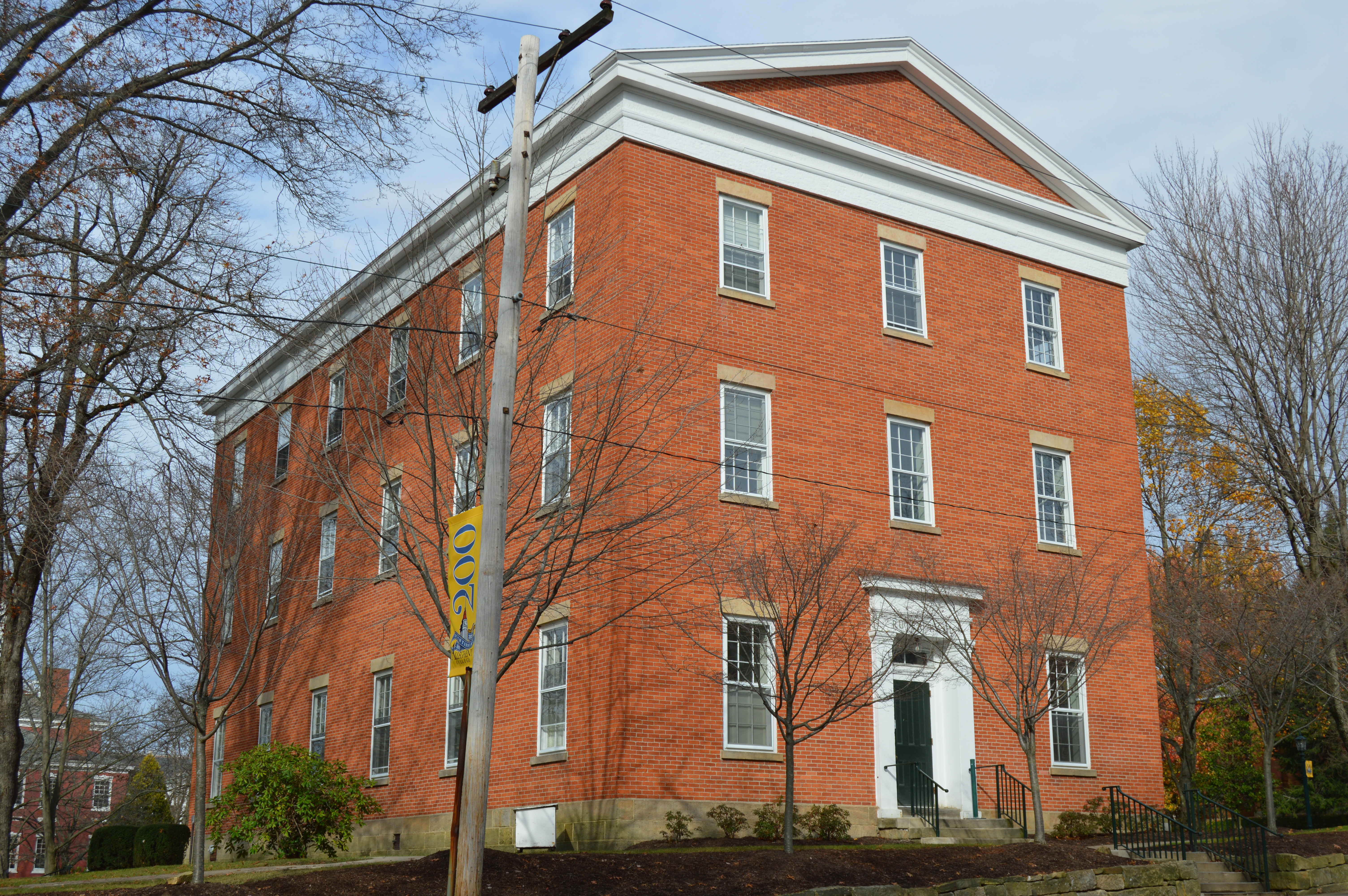
Рутер Холл, коледж Аллегейні

Іда Тарбелл була здібною, але недисциплінованою ученицею. Вона згадувала, що була неуважною і часто прогулювала уроки, поки одна з вчительок не вирішила з нею поговорити. «Того дня вона сказала мені все чесно і без прикрас. Я дивилась на неї, надто горда, щоб дати волю емоціям, але так соромно мені не було ніколи в житті».  Найбільше Тарбелл цікавили природничі науки, і вона почала використовувати отримані в школі знання для дослідження пенсильванської природи.  "Раптом я знайшла дещо справді цікаве. З дитинства я тягла додому і з подорожей рослини, камінці, комах, висушувала їх і розкладала по пляшечкам, і потім вони лежали по всьому дому … Я і не замислювалась, що їх можна вивчати … Школа раптом стала захоплюючою ". 
Іда закінчила школу в Тітусвіллі з найкращими оцінками в своєму класі і в 1876 році вступила на факультет біології коледжу Аллегейні, де вона була єдиною жінкою в группі з 41 студента.  Тарбелл цікавилася еволюційною біологією — в дитинстві вона багато часу провела за мікроскопом — і так описувала своє захоплення наукою: «В мені зародилося прагнення до істини … найважливіше людське прагнення».  Один з професорів Тарбелл, Джеремія Тінглі, дозволив їй користуватись мікроскопом коледжу, і з його допомогою Іда вивчала американського протея звичайного — земноводного, що мало і зябра, і легені, і вважалося відсутньою ланкою. 
В коледжі Іда продемонструвала свої лідерські якості. Вона була однією з засновниць місцевої студентської організації, яка в 1876 стала частиною сестринства «Каппа Альфа Тета».  Також за її ініціативи на кампусі встановили камінь другокурсників [Архівовано 7 січня 2021 у Wayback Machine.] з латинською фразою Spes sibi quisque, що в перекладі значить «Кожнен сподівається на себе».  Вона була членом жіночого літературного товариства студенток «Товариство Оссолі», названого на честь письменниці Маргарет Фуллер Оссолі, і писала для його видання «Мозаїка». 
У 1880 році Тарбелл отримала ступінь бакалавра, у 1883 — магістра.   Тарбелл продовжувала підтримувати університет і входила до опікунської ради,  до якої вперше була обрана в 1912 р. Вона була другою жінкою в раді і залишалась на посаді більше трьох десятиліть.  

## Початок кар'єри

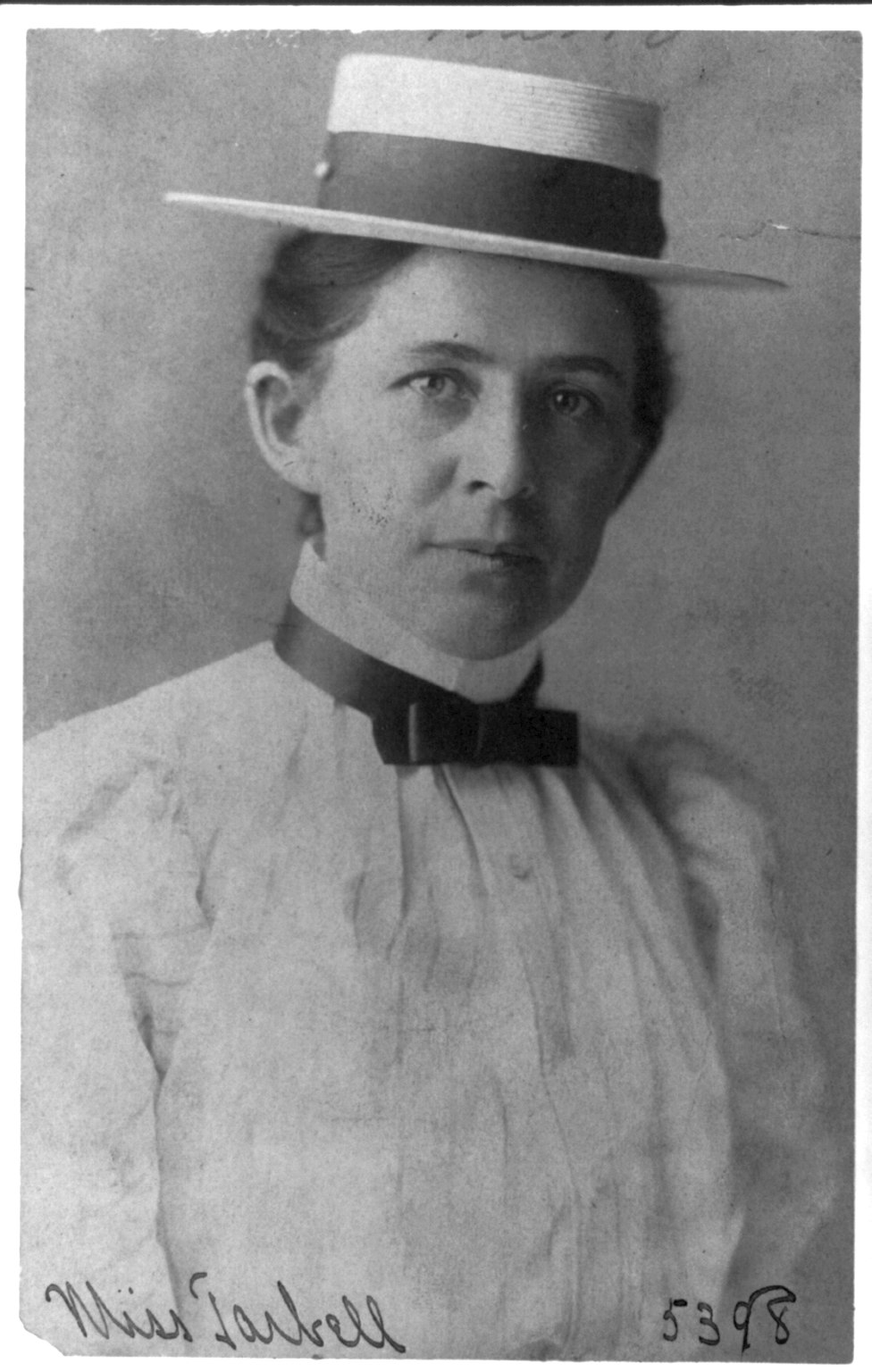
Іда Мінерва Тарбелл, 1890 рік

Закінчивши навчання, Іда Тарбелл прагнула бути корисною для суспільства, тож вирішила стати вчителькою.  Вона розпочала свою кар'єру на посаді директора Поландської семінарії в Поланді, штат Огайо, у серпні 1880 р.    Тарбелл викладала геологію, ботаніку, геометрію та тригонометрію, а також мови: грецьку, латину, французьку та німецьку.  Через два роки вона зрозуміла, що викладання не для неї, і повернулася додому.  Навантаження в школі було надто виснажливим, а через низьку зарплатню Іді постійно доводилось позичати у батьків, що її неабияк дратувало. 
Тарбелл повернулася до Пенсильванії, де познайомилася з Теодором Л. Фладом, редактором The Chautauquan — навчальної брошури для курсів домашнього навчання в Четукві, штат Нью-Йорк. Родина Тарбелл була знайома з цим рухом, який заохочував освіту та самонавчання дорослих.  Вона одразу прийняла пропозицію Флада писати для видання. Два тижні Тарбелл працювала в коледжі Аллегейні, і два тижні вдома.  Це дозволило їй організувати власне домашнє навчання і продовжити вивчення біології. Вона стала старшою редакторкою у 1886 р. В її обов'язки входила коректура, відповіді на питання читачів, наведення правильної вимови слів, переклад іншомовних висловлювань та визначення термінів. 
Тарбелл почала з коротких статей до журналу, але з часом її матеріали ставали все довшими, а власна інтонація та авторський стиль — все виразнішими. Її перша стаття вийшла у грудні 1886 р. і мала назву "Мистецтво та промисловість Цинциннаті ".  Вже у ній, за словами Стіва Вайнберга, відчувався стиль, який вирізняв Тарбелл упродовж всієї кар'єри: "Статті, есе та книги Тарбелл сповнені того розуміння моралі, що ґрунтувалось на її непохитній доброчесності. Саме доброчесність, хоч інколи і надто радикальна, скеровувала її прагнення до змін, і в майбутньому стала одним з найважливіших рушіїв її протистояння з Рокфеллером ". 
Тарбелл написала дві статті, в яких проявилися її суперечливі погляди на жіноче питання. Цих поглядів вона буде притримуватись все життя. Її стаття «Жінки-винахідниці» була опублікована в журналі The Chautauquan у березні 1887 року . Її інтерес до цієї теми був спричинений виходом статті Мері Лоу Дікінсон, в якій авторка зазначала, що жінок, які володіють патентами на винаходи, всього близько 300, і що жінка не може бути успішною винахідницею. Тарбелл вирішила самостійно дослідити це питання.  Вона вирушила до Патентного відомства у Вашингтоні, округ Колумбія, і зустрілася з його головою, Р. К. Макгіллом. Макгілл склав список, що включав близько 2000 жінок-винахідниць.  Тарбелл написала у статті "Три речі, які потрібно знати: жінки винайшли значну кількість корисних речей; їх винаходи не обмежуються лише предметами одягу та побутовими приладами, як схильні думати скептичні чоловіки; жінки здатні багато чого досягти у сфері винахідництва ".  У квітні 1887 року Тарбелл написала статтю про жінок у журналістиці, в якій наводила історичні дані, описувала методи роботи та давала поради. Зокрема вона писала, що хоча жінкам і є місце в цій професії, їм варто утримуватись від зайвої сентиментальності і не показувати слабкість. 
Стосунки Тарбелл з Теодором Фладом погіршились, тож вона вирішила звільнитись і самостійно будувати кар'єру.  Це був вчинок в дусі її батька, який завжди вважав, що краще працювати на себе, ніж на інших.  Вона почала вивчати біографії видатних жінок, таких як Жермена де Сталь та мадам Ролан, шукаючи натхнення та нових тем.  Справжня причина сварки з Фладом лишається невідомою, але цілком можливо, що приводом слугувало розміщення імені сина Флада перед іменем Тарбелл у списку авторів. Але ходили чутки, що родина Тарбелл мала свої підстави, щоб помститися Фладу. 

## Париж у 1890-х
Лишивши позаду безпеку The Chautauquan, у 1891 році 34-річна Тарбелл переїхала до Парижа.  Вона мешкала у квартирі на вулиці Соммерар разом з трьома подругами з The Chautauquan.   Квартира знаходилась в декількох кварталах від Пантеону, собору Паризької Богоматері та Сорбонни.  Для Парижу це була доба культурного буму. Нещодавно, у 1889 році, була зведена Ейфелева вежа. Тарбелл з подругами насолоджувались творами імпресіоністів, зокрема Дега, Моне, Мане та Ван Гога.  Ось як Тарбелл описувала кольори цих картин: «сині та зелені відтінки такі насичені, що аж кричать».  Тарбелл відвідала виставу в кабаре Мулен Руж, де танцювали канкан, і в листі до родини порадила їм прочитати його опис у «Простаках за кордоном» Марка Твена, бо сама про це писати не забажала. 
У Парижі Тарбелл вела активне світське життя. Разом з сусідками по квартирі вона влаштувала мовний салон, де носії англійської та французької мов могли збиратися разом і вправлятися у мовах одне одного. Її хазяйка, мадам Бонне, щотижня влаштовувала обіди для жінок та інших своїх орендарів. Серед них були молоді люди з Єгипту, зокрема принц Саїд Туссум, двоюрідний брат єгипетського правителя. Тарбелл познайомилася з Чарльзом Даунером Хазеном, майбутнім французьким істориком і професором Сміт-коледжу, з яким їй приписують роман. 

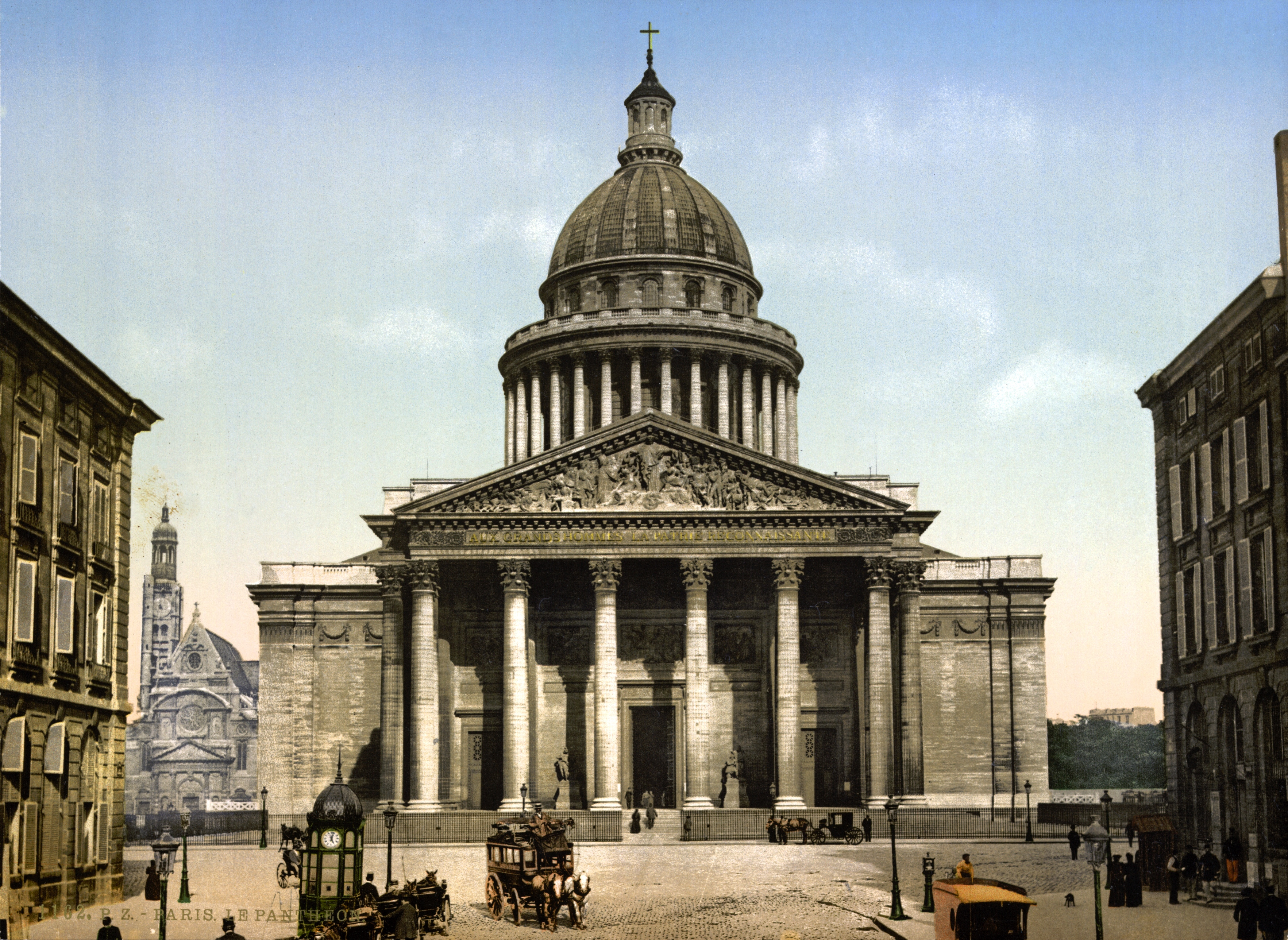
Пантеон, Париж, Франція, між бл. 1890 і бл. 1900 рік

У Парижі Тарбелл почала розвивати свою письменницьку кар'єру. Вона заробляла на життя, пишучи для кількох американських газет, включаючи Pittsburgh Dispatch , Cincinnati Times-Star та Chicago Tribune.  Тарбелл опублікувала оповідання «France Adorée» у грудневому номері Scribner's Magazine за 1891 рік.   У вільний від написання статей та репетиторства час вона працювала над своєю першою біографією, книгою про мадам Ролан: хазяйку впливового салону часів Французької революції.  В цьому проявилося прагнення Тарбелл врятувати жінок від історичного забуття.  Готуючи книгу, вона познайомилась з Леоном Марільє, нащадком мадам Ролан, який надав доступ до її листів і документів. Марільє запросив Тарбелл відвідати заміський маєток родини Ролан, «Ле Кло». 
У Франції Іда продовжувала навчатись, вивчаючи дослідницькі практики французьких істориків. В Сорбонні вона відвідувала лекції з історії Французької революції, літератури 18 століття та мистецтва.  У французьких істориків вона навчилась чіткому та зрозумілому стилю аргументації. 
Дослідження біографії мадам Ролан змінило погляди Тарбелл. Починаючи книгу, вона була захоплена постаттю Ролан, але чим більше вона дізнавалась, тим менш привабливою здавалася ця жінка. Тарбелл прийшла до висновку, що ідеї мадам Ролан не були оригінальними, як їй здавалося раніше, і що вона лише наслідувала погляди свого чоловіка. І саме ці погляди, що звеличували і підносили насильство як інструмент революції, призвели до Терору та її власної старти.   Тарбелл писала про Ролан: "Ця жінка послідовно підтримувала насильство, бажаючи, навіть прагнучи використати цю жахливу революційну силу, що так бентежить і лякає мене, для досягнення своїх цілей. Вона цілком наївно вважала, що їй самій та її друзям вистачить сил, щоб керувати нею, навіть коли потреби в жорстокості вже не було. Втрата віри у революцію як у божественний інструмент сильно підкосила мою впевненість у собі. З тих пір, як я дізналась, що світ не був створений за шість днів… ніщо не завдавало мені таких інтелектуальних та духовних страждань ". 
Саме в цей час Тарбелл отримала страшні новини. Бізнес-партнер Франкліна Тарбелла покінчив життя самогубством, залишивши Франкліну купу боргів.  Згодом, у липні 1892 р., надійшла звістка, що рідне місто Тарбелл, Тітусвілл, було повністю зруйноване повінню та вогнем. Внаслідок розливу ріки легкозаймистий матеріал загорівся і вибухнув. Загинуло понад 150 людей, і вона боялася, що серед них була і її сім'я.   Але її страхи минули, коли вона отримала коротку телеграмму: «В безпеці!»   Родина Тарбеллів та їхній будинок не постраждали. 

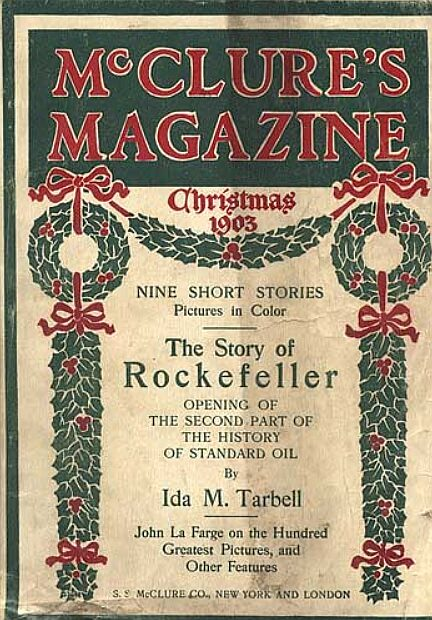

## McClure's Magazine
Тарбелл написала декілька статей для агентства, яким керував видавець Семюел МакКлюр. На очі МакКлюру потрапила її стаття «Мощення паризьких вулиць паном Альфа», де описувалося, як французи проводили масштабні громадські роботи. Вражений МакКлюр сказав своєму партнеру Джону С. Філіпсу: «Ця дівчина вміє писати. Хай напише що-небудь для нашого журналу».  Він мав на увазі заснований ними журнал McClure's Magazine, який був розрахований на пересічних представників середнього класу. Забажавши найняти Тарбелл, у 1892 році він вирушив до Парижа і запропонував їй посаду редакторки у новому журналі.  
Тарбелл описувала МакКлюра як вкрай легковажну особу.  Він прийшов до неї в гості і затримався допізна, не встиг на свій потяг і мусив позичити у Тарбелл 40 доларів, щоб доїхати до Женеви.   Тарбелл вже думала, що більше не побачить цих грошей, які вона відклала на відпустку, але наступного дня контора МакКлюра переслала всю суму.  Спочатку Тарбелл відмовила йому, бо хотіла закінчити біографію Ролан, але МакКлюр не відступав. Він запросив артдиректора журналу, Августа Джаккачі, щоб той відвідав Тарбелл і показав їй перший номер журналу. 
Тарбелл все ж відмовилась від посади редакторки, але почала час від часу писати статті для журналу.  Вона писала про паризьких інтелектуалок, а також про письменників та науковців. Вона сподівалася, що статті на кшталт «Паризькі журналістки», опублікованої Boston Transcript у 1893 році, надихнуть журналісток та письменниць в Америці.   Вона взяла інтерв'ю у Луї Пастера, який для журналу показав фотографії з родинного архіву. Для іншої статті вона зробила з ним ще одне інтерв'ю, в якому він описував, яким уявляє майбутнє. Ця рубрика згодом стала регулярною і отримала назву «Горизонти майбутнього».  В цій рубриці з'являлись інтерв'ю з Емілем Золя, Альфонсом Доде та Олександром Дюма.  Тарбелл взяла на себе роль представниці журналу в Парижі.  Пізніше їй запропонували посаду молодіжної редакторки, з якої пішла Френсіс Ходжсон Бернетт.  Коли біографія мадам Ролан була закінчена, Тарбелл повернулася додому і приєдналася до штату McClure's, із зарплатою 3000 доларів на рік. 

### Наполеон Бонапарт
Тарбелл повернулася з Парижа влітку 1894 р. і відвідавши родину у Тітусвілі, переїхала до Нью-Йорка.  У червні того ж року Семюел МакКлюр замовив їй серію біографічних статей про Наполеона Бонапарта.   МакКлюр чув, що Century Magazine, конкурент його журналу, ось-ось має опублікувати низку статей про Бонапарта.  Тарбелл оселилася у маєтку Twin Oaks у Вашингтоні, округ Колумбія, в якому мешкав Гардінер Грін Хаббард, і почала своє дослідження.   Їй стали в нагоді праці про Наполеона, зібрані Хаббардом, а також джерела з Бібліотеки Конгресу та Державного департаменту США.  Тарбелл доводилось працювати дуже швидко — перша стаття була опублікована вже через шість тижнів після початку роботи над серією  Тарбелл назвала це «біографією наввипередки».  
У цих статтях Тарбелл відпрацювала свій авторський стиль та методологію написання біографій. Вона вірила у теорію видатних людей і в те, що надзвичайні особистості впливають на суспільство тою самою мірою, якою суспільство впливає на них.  Коли Тарбелл працювала над серією, вона познайомилась з істориком та педагогом Гербертом Б. Адамсом з Університету Джона Хопкінса. Адамс притримувався методу «об'єктивної інтерпретації першоджерел», яким згодом почала користуватись Тарбелл при написанні своїх робіт.  Адамс викладав у Сміт-коледжі і підтримував жіночу освіту. 
Цей цикл статей зміцнив репутацію Тарбелл як письменниці і відкрив для неї нові можливості. Наполеонівська серія виявилася популярною і збільшила наклад журналу до понад 100 000 екземплярів. Номер з сьомою, останньою статтею, вийшов в чотири рази більшим накладом, ніж номер з першою.   До нього увійшли ілюстрації з колекції Гардінера Гріна Хаббарда. Статті були видані окремою книгою, яка стала бестселлером. Роялті з цього твору годували Тарбелл все життя — лише перше видання вийшло накладом 70 000 екземплярів.  Тарбелл казала, що її робота про Наполеона перевернула її життя «з ніг на голову».  Завдяки популярності книги Тарбелл нарешті вдалося знайти видавця для біографії мадам Ролан — Scribner's. 

### Авраам Лінкольн
Тарбелл продовжила вітдочувати свою письменницьку і дослідницьку майстерність, взявшись за 20-серійний цикл статей «Життя Авраама Лінкольна».  Спочатку вона не хотіла братись до біографії Лінкольна: «Я сказала собі: ти чудово знаєш, що занурившись в американську історію, до французької вже не повернешся».  Однак постать Лінкольна захоплювала її ще з юнацтва.  Вона пам'ятала, як її батьки сприйняли звістку про його вбивство: батько повернувся додому з крамниці, і побачив як мати «сховала обличчя у фартух і кинулася до своєї кімнати, схлипуючи, ніби в неї розривалось серце». 
Цей цикл статей теж мав на меті обігнати журнал Century Magazine, який збирався опублікувати низку біографічних оповідей, написану особистими секретарями Лінкольна Джоном Ніколаєм та Джоном Хеєм.  Коли Тарбелл звернулась до Джона Ніколая, він повідомив їй, що вони з Хеєм написали «все, що варто було розповісти про Лінкольна».  Тарбелл вирішила розпочати з опису важкого і бідного дитинства Лінкольна.  Тарбелл подорожувала країною, зустрічаючись з людьми, які знали Лінкольна — в тому числі з його сином Робертом Тоддом Лінкольном.  Роберт Лінкольн показав Тарбелл дагеротип свого батька в юності, який ніколи раніше не публікувався.   Вона відновила втрачену промову Лінкольна 1856 року, звернувшись до Генрі Клея Уітні, який стверджував, що занотував її, а потім підтвердивши його слова через інших свідків.  Версію промови, надану Уітні, опублікували в McClure's, але згодом її спростували історики. 
Дослідження Тарбелл в глибинці Кентукі та Іллінойсу розкрило справжню історію дитинства та юності Лінкольна. Вона опитала сотні друзів та знайомих Лінкольна, вела з ними активну переписку. Вона розшукувала неопубліковані раніше зображення Лінкольна. Дослідження Тарбелл виявило, що існували більш ніж триста його листів та промов, які раніше не публікувалися.  Вона відвідала Нокс-коледж, де у 1858 році відбулись знамениті дебати Лінкольна зі Стівеном Дугласом, і зустрілася з Джоном Х. Фінлі. Фінлі тоді тільки обійняв посаду президента коледжу. Пізніше він допоміг Тарбелл з її розслідуванням про Standard Oil, а згодом став редактором The New York Times.  Тарбелл вирушила до Європи і з'ясувала, що чутки про те, що Лінкольн звертався до королеви Вікторії з проханням не визнавати Конфедерацію, були хибними. 
У грудні 1895 року завдяки популярності статей Тарбелл наклад McClure's збільшився до 250 000,   а у 1900 році перевищив 300 000,   і журнал успішно обігнав конкурентів. Редакторам Century's Magazine лишалось тільки насміхатись: "Вони дали якійсь жіночці писати біографію Лінкольна ".  На гроші, зароблені завдяки захмарним через статті Тарбелл накладам, МакКлюр придбав друкарню та палітурний цех. 
Саме тоді Тарбелл вирішила бути письменницею, а не редакторкою.  Статті об'єднали у книгу і Тарбелл отримала статус серйозної письменниці і провідної дослідниці біографії вбитого президента.  Вона опублікувала п'ять книг про Лінкольна і подорожувала по країні з лекціями, розповідаючи про свої відкриття слухачам. 
Щільний графік та постійні відрядження врешті-решт підірвали здоров'я Тарбелл, тому у 1896 році вона вирушила у санаторій Кліфтон-Спрінгз поблизу Рочестера, штат Нью-Йорк. Там їй прописали відпочинок і водні процедури. За наступні тридцять років вона ще неодноразово відвідає це місце. 

### Робота редакторкою
Наприкінці 1890-х Тарбелл продовжувала писати для McClure's.  В цей час імперіалістичні апетити США зростали, що вилилось у іспано-американську війну. Тарбелл писала серію статей з військових питань і у 1898 році мала взяти інтерв'ю у Нельсона А. Майлза, командувача армії США, коли в порту Гавани підірвали броненосець USS Maine. Але Тарбелл все ж дозволили поговорити з Майлзом і їй вдалось поспостерігати за реакцією командування армії США на вибух. Теодор Рузвельт вже почав організовувати загін, в майбутньому названий «Сміливими вершниками»  і Тарбелл описувала, як він постійно вривався до штабу армії «ніби хлопчик на роликах».  Тарбелл сумувала за життям у Парижі, але розуміла, що потрібна в Америці:  "Між Лінкольном та іспано-американською війною [як її пізніше назвали] я зрозуміла, що повертаюсь до громадянства, від якого майже відмовилася ". 
У 1899 році Тарбелл переїхала в Нью-Йорк і обійняла посаду редакторки у McClure's.  Вона отримувала 5000 доларів на рік і стала частковою власницею журналу.  Вона зняла квартиру в районі Гринвіч-Віллидж, який нагадував їй Францію.  Іда часто відвідувала готель Brevoort, де інколи можна було зустріти Семюеля Клеменса (Марка Твена). 
На посаді редакторки Тарбелл мала замінити Семюела МакКлюра, який планував залишити офіс на декілька місяців. За її ініціативи в журналі почав формуватись відділ журналістських розслідувань.  Якщо МакКлюр був «двигуном» журналу, то Тарбелл з Філліпсом — його «кермом».  Редакція відправила Стівена Крейна описувати військові події на Кубі. Був найнятий Рей Стеннард Бейкер, щоб написати репортаж про страйк працівників Пулмана. Редакторка відділу художньої прози Віола Роузборо відкрила таких письменників як О. Генрі, Джек Лондон та Вілла Катер.  Джон Хьюстон Фінлі залишив посаду президента Нокс-коледжу і став редактором McClure's. 

## Standard Oil
На початку двадцятого століття редакція McClure's вирішила, що їх статті мають «викривати біди американського суспільства».  Тарбелл тільки-но закінчила роботу над серією статей про злочинність в Америці, і шукала для себе нову тему. Разом з іншими редакторами вона вирішила дослідити стрімке зростання трестів: спочатку думали про сталеву і цукрову індустрії,  але врешті зупинились на нафтовій. Писати про Standard Oil вони вирішили з кількох причин:  по-перше,Тарбелл добре знала, як жилося нафтовикам на родовищах Пенсильванії, а по-друге, обличчям Standard Oil була одна людина — Рокфеллер, і навколо цього можна було вибудувати історію. Тарбелл вирушила до Європи, щоб зустрітись з МакКлюром і отримати його згоду.   МакКлюр одужував після хвороби, але миттю загорівся ідеєю статті Тарбелл. Вони кілька днів обговорювали деталі у санаторії в Мілані. МакКлюр вважав, що Тарбелл має використати формат біографічного нарису, який вона використовувала для серії про Наполеона. 
Повернувшись до Штатів у 1901 році, Тарбелл передала свої редакторські обов'язки Лінкольну Стеффенсу  і разом з Джоном Сіддалом, який був її помічником, розпочала ретельне дослідження розвитку нафтової галузі, діяльності Рокфеллера та тресту Standard Oil.  Батько Тарбелл непокоївся, що донька пише про Standard Oil. Він попереджав її, що Рокфеллер ні перед чим не зупиниться і знищить журнал. Один із банків Рокфеллера справді погрожував журналу банкрутством, на що Тарбелл відреагувала наступним чином: «Мене це абсолютно не цікавить».  Працюючи у приватних та державних архівах по всій країні, Тарбелл розробляла нові методи розслідувальної журналістики. Вона зібрала документи та усні свідчення, які довели, що компанія Standard Oil застосовувала силові методи та маніпулювала конкурентами і залізничними компаніями для досягнення своїх цілей.   Тарбелл створила з цих фактів послідовну історію, яка стала «викриттям великого бізнесу»  та описом «дріб'язковості і підступності» Рокфеллера.  Ось як цей твір описує підзаголовок книги Вайнберга: «Як журналістка-розслідувачка викрила найбагатшого в світі магната і знищила монополію Standard Oil». 
Тарбелл вдалося знайти один важливий доказ, який вважали зниклим — книгу «Злет і падіння South Improvement Company», опубліковану в 1873 р. . Рокфеллер створював Standard Oil, використовуючи нелегальні оборудки South Improvement Company, і намагався знищити всі видрукувані примірники книги, але Тарбелл все ж знайшла один у Нью-Йоркській публічній бібліотеці. 

Інший прорив у розслідуванні стався завдяки працівнику Standard Oil. Він підтвердив, що компанія все ще використовує незаконні методи ведення бізнесу. Кур'єр, що працював у штаб-квартирі Standard Oil, отримав завдання знищити документи, які підтверджували, що залізниці попереджали компанію про відвантаження приватних переробників нафти.  Це дозволило Standard Oil занижувати виплати переробникам. Кур'єр випадково помітив ім'я свого вчителя з недільної школи на кількох документах. Вчитель був переробником, і кур'єр відніс папери йому, а той у 1904 році передав їх Тарбелл.   Статті та книга про Standard Oil зробили Тарбелл знаменитістю.  У 1905 році за книгою була написана п'єса під назвою «Лев та миша». Її постановка стала хітом, хоча сама Тарбелл відмовилася від головної ролі та гонорару у 2500 доларів на тиждень за двадцять вистав.  Марк Твен познайомив Тарбелл з Генрі Х. Роджерсом, віце-президентом Standard Oil, що вважався третьою людиною в компанії після Джона Д. Рокфеллера та його брата Вільяма Рокфеллера.  Роджерс розпочав кар'єру під час громадянської війни в Америці в нафтових регіонах Західної Пенсильванії, де зростала Тарбелл. Рокфеллер викупив компанію Роджерса, але згодом той приєднався до тресту. На початку 1902 року Тарбелл провела численні інтерв'ю з Роджерсом у штаб-квартирі Standard Oil.  Роджерс, хитрий і зазвичай обережний у всьому, що стосується бізнесу та фінансів, мабуть, вважав, що тон статті Тарбелл буде скоріше схвальний, а тому говорив доволі відкрито.   Навіть після того, як перші статті почали з'являтися в McClure's, Роджерс продовжував давати Тарбелл інтерв'ю, що її неабияк здивувало.  Її журналістське розслідування про Standard Oil вийшло у вигляді 19 статей, що публікувалися з листопада 1902 по1904 рік у McClure's. Перша стаття вийшла у номері разом з репортажами Лінкольна Стеффенса  та Рея Стеннарда Бейкера.  Разом вони  започаткували еру журналістики макрейкерів.
Однак найбільшою перешкодою для Тарбелл була не її стать і не протидія Рокфеллера. Найбільше їй заважали журналістські методи, які практикувались на початку двадцятого століття. Її розслідування про Standard Oil та Рокфеллера засновувалось на вивченні документів — сотень тисяч сторінок, розкиданих по всій країні, — і підтвердженні даних за допомогою інтерв'ю з керівниками компанії та її конкурентами, чиновниками та науковцями. Іншими словами, вона започаткувала те, що сьогодні називають розслідувальною журналістикою, якої не існувало в 1900 році. Вона фактично винайшла новий вид журналістики. 
Історик Френк Лютер Мотт назвав його «одним з найвидатніших розслідувань, яке будь-коли публікувалось в американському журналі».  Вихід розслідування сприятиме припиненню монополії Standard Oil та прийняттю антимонопольного закону Клейтона. Тарбелл завершила цикл біографічною статтею про Рокфеллера у двох частинах, яка стала, можливо, першим біографічним нарисом генерального директора корпорації в історії. При цьому сама Тарбелл ніколи з Рокфеллером не зустрічалась.   Рокфеллер називав її «міс Тарбаррел» (буквально — «міс Бочка-з-Дьогтем»).  

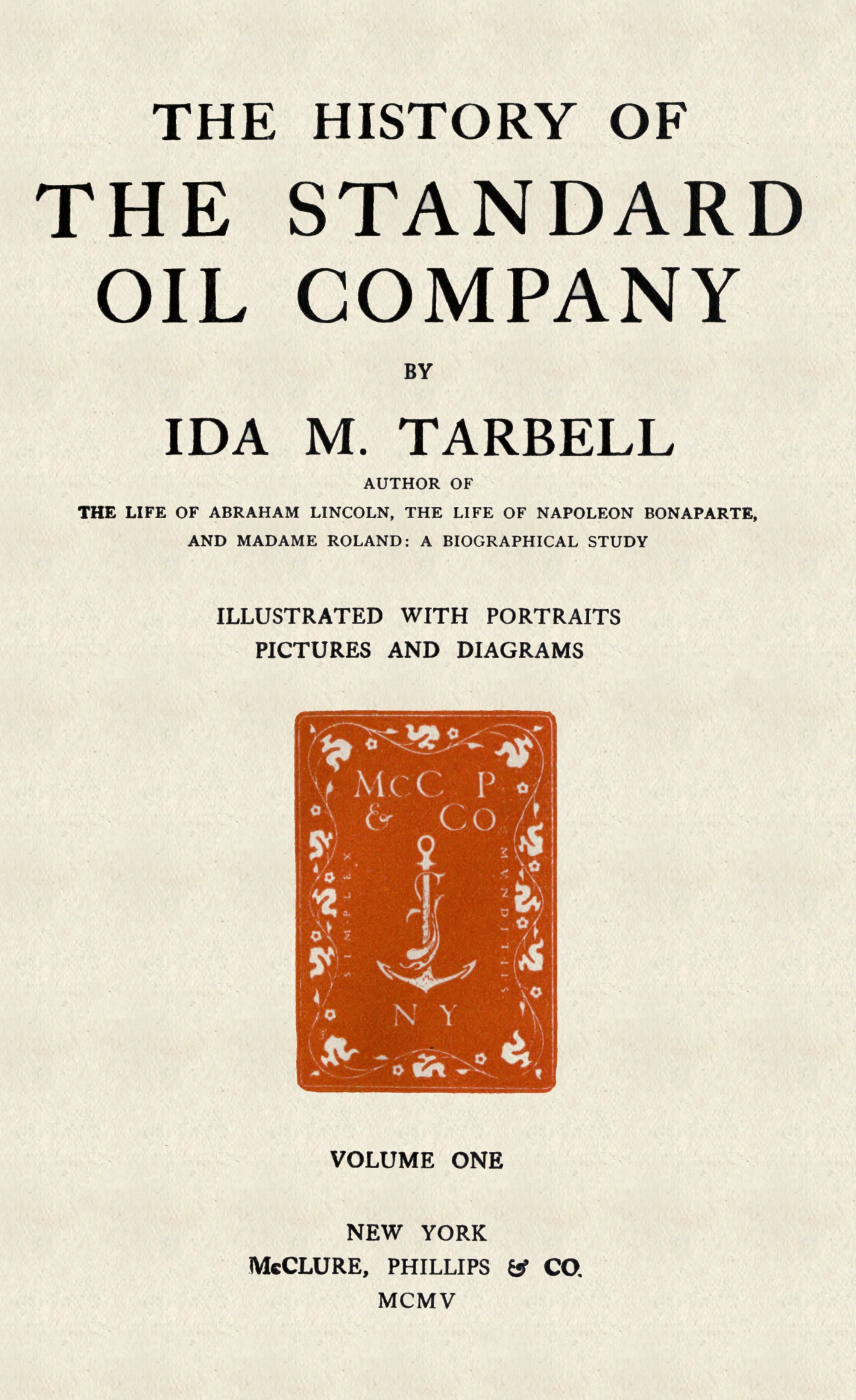
Книга Тарбелл «Історія компанії Standard Oil» (1904) стала бестселлером

Перше розслідування про Standard Oil з'явилося ще у 1894 році і було написане журналістом Генрі Демарестом Ллойдом. Однак ця книга, «Багатство проти народу», містила помилки і була написана занадто викривальним тоном, щоб заслужити велику популярність.  Однак статті Тарбелл, зібрані в книзі «Історія компанії Standard Oil» (1904),  стали бестселером, який автор та історик Дж. Норт Конвей назвав «шедевром розслідувальної журналістики».   Статті та книга сприяли прийняттю у 1906 році закону Хепберна про контроль над залізницями, прийняттю у 1910 році закону Манна-Елкінса, який надав Державній торгівельній комісії право встановлювати ціни на нафту, та створенню Федеральної торгової комісії (FTC) у 1914 році. 

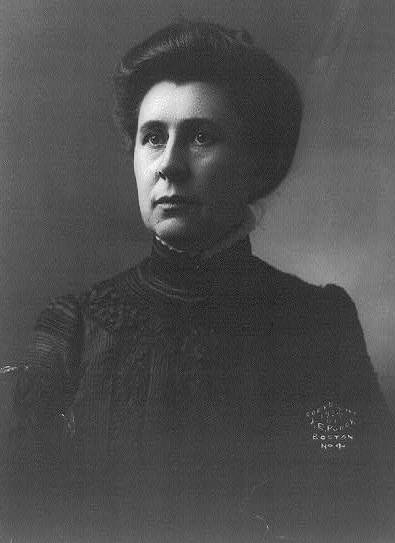
Тарбелл у 1904 році

Президент Теодор Рузвельт назвав Тарбелл та її колег, включаючи Лінкольна Стеффенса та Рея Стеннарда Бейкера,«макрейкерами», тобто «розгрібачами бруду». Перша стаття Тарбелл про Standard Oil була опублікована в номері McClure's за січень 1903 року разом із розслідуванням Стеффенса про корупцію серед чиновників в Міннеаполісі та розслідуванням Бейкера про порушення у діяльності профспілок.  Термін «макрейкер» походить з книги Джона Буньяна «Похід паломника», де один з персонажів — Людина з граблями — вічно згрібає бруд з підлоги.  Рузвельт казав про макрейкерів: "Той, хто не робить, не думає і не пише нічого іншого, окрім брудних розслідувань, швидко стає не помічником суспільства, не спонуканням до добра, а одною з найпотужніших сил зла ".  Тарбелл не сподобалась ця назва і вона написала статтю «Макрейкер чи історик», в якій обґрунтовувала потребу у викритті нафтового тресту. Вона писала: «Прізвисько „макрейкери“ мені не подобається. Всі радикально налаштовані люди, серед яких було багато моїх друзів, благали мене приєднатися до їхніх рухів. Незабаром я виявила, що більшості з них був потрібен агресивний напад. Їх мало цікавило виважене розслідування. Але я була впевнена, що просте поливання брудом опонентів через деякий час втомить людей, яких ці громадські рухи намагаються збурити. Для довгострокового результату потрібні переконливі аргументи». 

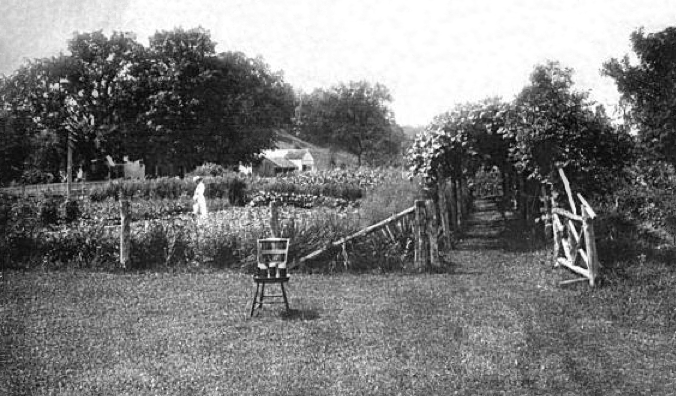
Сад біля будинку Іди Тарбелл

## The American Magazine
Тарбелл писала для McClure's з 1894 по 1906 рік.  З часом Семюел МакКлюр став дедалі рідше з'являтися в редакції, а коли приходив, сперечався і скасовував вказівки Тарбелл.  У 1905 батько Іди помер від раку шлунку, і витівки МакКлюра тільки погіршували її стан, бо змушували переживати за фінансову стабільність журналу, часткою якого вона володіла. Зрештою, у червні 1906 року Тарбелл і Джон Філліпс звільнилися з McClure's. За ними пішли Рей Стеннард Бейкер, Лінкольн Стеффенс і Джон Сіддалл.  Тарбелл і Філіпс зібрали гроші, щоб створити Phillips Publishing Company та придбати The American Magazine (попередня назва — Leslie's Monthly Magazine). Філіпс став головою компанії, а Тарбелл — головною редакторкою.  Нове видання відійшло від розслідувальної журналістики і викриття вад суспільства, а натомість вирішило зосередитись на висвітленні його чеснот.  У тому ж році Тарбелл переїхала до Коннектикуту та придбала ферму площею 40 акрів у місті Реддінг-Рідж, і назвала її «Твін Оукс».  На новій фермі разом з Тарбелл мешкали деякі родичі, зокрема її сестра Сара,  племінник Трістрам Тріппер та племінниця Клара Тріппер. Після того, як її брат Уолтер пережив нервовий зрив, вони з дружиною також переїхали на ферму Іди. 
Марк Твен та інші нью-йоркські літератори мешкали неподалік, і Тарбелл часто запрошувала їх до себе.  Вона писала про те, скільки часу та сил вимагало життя на фермі:
«Весь час щось відбувалось: протікав дах; треба було постійно косити газон, щоб на ньому було зручно сидіти; в будинок не була проведена вода. З усіх куточків моїх земель долинали заклики — поля вимагали, щоб з них прибрали кущі та бур'яни і засіяли їх ; сад благав, щоб йому дали шанс показати себе; яблуні просили, щоб їх нарешті підстригли та обприскали. Я купила занедбану ферму і вона голосно заявляла про свої потреби». 
Для The American Magazine Тарбелл написала цикл важливих статей про тарифи та їх вплив на американський бізнес та споживачів.  Також вона їздила до Чикаго, щоб дослідити місцевий громадський транспорт.  У 1908 році вона познайомилася з Джейн Аддамс і зупинялася в Халл-Хаусі.  Там вона брала участь у заняттях, де іммігранток навчали англійській мові, робочим навичкам та правилам ведення домогосподарства. 
У 1911 році Тарбелл та інші редактори вирішили продати The American Magazine видавничій компанії Crowell.  Джон Філліпс продав свої останні акції у 1915. Філліпс став консультантом журналу, Джон Сідделл — редактором, а Тарбелл почала писати статті для різних видань. 
З 1912 по 1916 рік Тарбелл написала цикл статей, де досліджувала позитивний бік американського бізнесу. Вона подорожувала по США і зустрічалася з власниками заводів, робітниками та їх сім'ями.  Про свою репутацію макрейкерки вона казала так: «Хіба це не був обов'язок тих, кого називали розгрібачами бруду, торкатися хорошого бруду, так само як і поганого ?»  Вона була зачарована Томасом Лінчем з компанії Frick Coke, який прагнув забезпечити гідні умови життя своїм робітникам і вважав, що краще дотримуватись правила «безпека понад усе», ніж ризикувати здоров'ям робітників.  Тарбелл також захоплювалася засновником Ford Motor Company Генрі Фордом за його віру в те, що висока оплата праці гарантує добре зроблену роботу. 

## Суфражизм

Іда М. Тарбелл у 1905 році

Стів Вайнберг писав, що Іда Тарбелл була «феміністкою за своїм прикладом, а не за ідеологією».  Для вчених-феміністок Тарбелл лишалася загадковою особою, адже вона одночасно і діяла згідно з ідеалами фемінізму, і критикувала його.  Хоч Тарбелл і вдалося досягти значного успіху, що було складно для жінки її епохи, вона багато в чому не погоджувалася з ідеями суфражизму.  Тарбелл була знайома з цим рухом з дитинства, адже її мати влаштовувала жіночі збори у них вдома.  Іді не сподобались Мері Лівермор та Френсіс Віллард, які, за її словами, ніколи не звертали на неї уваги. Зате чоловіки, яких запрошував її батько, як казала Тарбелл, завжди було до неї уважні. Але вона визнавала, що саме суфражизм зародив в ній бажання навчатися в коледжі та здобувати освіту. 
З 1909 року Тарбелл почала більше писати про жінок та традиційні ролі. Її відштовхувала войовничість деяких заяв суфражисток,  Тарбелл здавалось, що це рух «проти чоловіків».  Вона радила жінкам насолоджуватись домашнім та родинним життям і вважала, що «їх справжнє призначення — це роль дружини, матері та домогосподарки».  Її біографка Емілі Арнольд Маккаллі вважала, що ця емоційна позиція Тарбелл щодо жіночого питання поставила пляму на її блискучій репутації.  Тарбелл вважала, що «жіноче прагнення отримати виборче право» було «безглуздою війною проти чоловіків».  Її колишні союзниці серед суфражисток були збентежені цією зміною думки та виступами Тарбелл перед антисуфражистськими об'єднаннями. У 1912 році Тарбелл опублікувала статтю у The American Magazine під назвою «Making a Man of Herself», що обурило її читачок та активісток.  Історик Роберт Стінсон вважав, що Тарбелл, яка не вписувалась у традиційні жіночі ролі, вирішила зайняти публічну позицію, відповідно до якої для жінки природним є саме слідування цим ролям, а прагнення зайти на чоловічу територію є неприродним.   Маккаллі писала: «Вона не розуміла, що суфражизм — це питання прав людини. Можливо, через те, що як історик вона набагато краще аналізувала минуле, ніж передбачала майбутнє». 
Свої есе щодо жіночого питання Тарбелл видала у книзі «Місія бути жінкою»  , яка була прохолодно зустріта публікою. У книзі Тарбелл висловила повагу одним з перших борчинь за права жінок, таким як Сьюзен Б. Ентоні та Елізабет Кейді Стентон.   Тарбелл казала про книгу: «Назва книги обурила багатьох моїх радикальних друзів. Їм не сподобалась ідея, що у жінки є місія, призначена їй природою та суспільством, і що ця місія важливіша за громадську діяльність; навіть якщо це було так, вони не хотіли, щоб на цьому наголошували».  Навіть мати Тарбелл, Естер, яка протягом усього життя була суфражисткою, критикувала погляди Іди. 
Після того, як американські жінки у 1920 році здобули виборче право, Тарбелл змінила погляди. У 1924 році вона написала статтю для Good Housekeeping, в якій розвінчувала міф про поразку суфражизму.  Вона писала: «двадцять мільйонів жінок проголосували і це правильно».  На питання, чи вірить вона, що колись жінка стане президентом Сполучених Штатів, Тарбелл зазначила, що деяким жінкам керувати країною вдавалося краще за чоловіків, і як приклад навела Катерину ІІ, Луїзу Мекленбург-Стреліцьку, Єлизавету I та Катерину Медічі. 
Тарбелл прагнула допомогти жінкам, яким «не залишалося нічого іншого, як працювати, часто в жахливих умовах».  Вона писала про безпеку на робочому місці та висвітлювала реалії фабрик, де працювали жінки. Вона стала прибічницею тейлоризму, системи наукової організації праці, і підтримувала її використання в житловій економіці. Вона була членом товариства Тейлора.  Тарбелл відвідала понад п'ятдесят п'ять підприємств, збираючи матеріал для статті «Золоте правило бізнесу», щоб побачити, як взаємодіють «науковий менеджмент та християнські цінності».  На її думку це був найкращий спосіб захистити робітників і одночасно максимізувати прибуток. 
У 1914 році Тарбелл стала однією з засновниць Ліги авторів: профспілкової організації, що підтримувала письменників (нині існує під назвою Гільдія авторів). 
У 1915 році Тарбелл йде з посади редакторки American Magazine, і замість неї призначають Джона Сіддалла.  Тарбелл приєднується до Четуквійського науково-літературного товариства, що влаштовувало лекційно-розважальний тур країною, який включав в себе як лекції різних науковців, так і виступи співаків та дресирувальників. Перед туром Тарбелл вчилась виступати перед публікою у Френка Сарджента з Американської академії драматичних мистецтв.  Розклад туру був дуже щільним. Тарбелл казала: «… Я виступала сім тижнів, 49 лекцій у 49 різних місцях».  Тур виснажив Іду, але протягом наступних років вона ще кілька разів виїжджала з лекціями.  Тарбелл читала лекції по всій Америці про жахи війни, політику, трести, тарифи, права жінок та працівників. 

## Перша світова війна

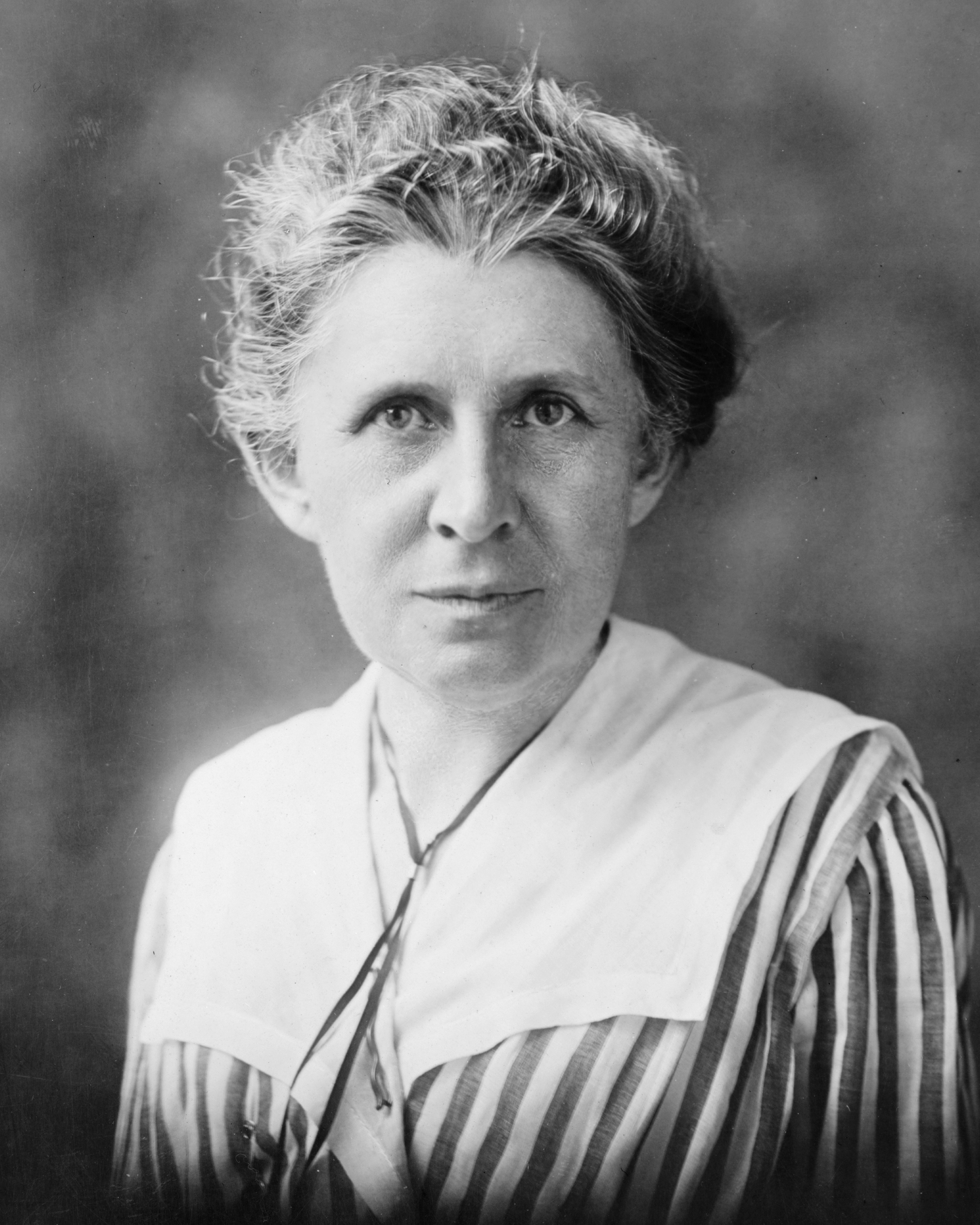
Іда Тарбелл у 1917 році

Коли у квітні 1917 р. США вступили у Першу світову війну, президент Вудро Вільсон запросив Тарбелл до Комітету жінок при Раді національної оборони.   Суфражистки з комітету на початку були незадоволені приходом Тарбелл, але її «тепло та дружність» згодом підкорили їх.  Метою комітету була мобілізація зусиль американських жінок для підтримки армії та мирного населення, і найнагальнішою потребою стало зупинення продовольчої кризи. Комітет заохочував жінок заводити городи та пропагував сушку і консервацію продуктів. Серед інших проектів комітету — виготовлення пов'язок та відкриття дитсадків, щоб жінки мали змогу йти працювати на фабрики.  Тарбелл часто виступала посередницею між Чоловічою радою та Жіночим комітетом. 
1917 був нещасливим роком для Тарбелл. У вересні померла її мати. Наступного року Іда повернулась до Вашингтону і сильно захворіла.   В лікарні Джона Хопкінса їй діагностували туберкульоз і вона провела там три місяці, одужуючи.   Також в неї з'явилися перші прояви хвороби Паркінсона, але лікарі не повідомили їй про діагноз. Лише кілька років потому, коли тремор в руках став таким сильним, що вона ледь могла писати, Тарбелл дізналась, що хвора. 
У 1918 році війна закінчилася і Комітет жінок було розпущено. Тарбелл вирушила на Паризьку мирну конференцію, яку також відвідали деякі її колеги з McClure's: Джон С. Філліпс, що став редактором журналу «Червоного Хреста», та Рей Стеннард Бейкер — помічник президента Вудро Вільсона.   Президент Вільсон хотів, щоб Тарбелл увійшла до американської делегації, але державний секретар Роберт Лансінг відмовився включити жінку в число делегатів. 
Тарбелл писала для журналу «Червоного Хреста» та брала інтерв'ю у парижан про те, як на них вплинула війна.  Вона їздила по селах і розмовляла з фермерами, що мешкали на уламках власних будинків. Тарбелл описувала переживання звичайних француженок в статтях на кшталт «Француженка та її новий світ», «Жіночий інстинкт — піклуватися» та «Цей хоробрий північний захід». 

## Після війни
Після війни Тарбелл продовжувала писати, читати лекції та займатись соціальною роботою.   Вона брала участь у двох президентських конференціях.  У 1919 році відбулась Промислова конференція президента Вільсона, де Тарбелл була членом комітету, що вивчав години праці.  Для покращення стану здоров'я працівниць комітет Тарбелл рекомендував восьмигодинний робочий день, шестиденний робочий тиждень та заборону робочих змін з 22:00 до 6:00  Джон Д. Рокфеллер також брав участь в цій конференції.  У 1921 році Тарбелл взяла участь у конференції президента Уоррена Дж. Гардінга з питань безробіття  , яку ініціював Герберт Гувер для вирішення проблем, пов'язаних з фінансовою кризою.  Тарбелл була членом комітетів з питань громадських робіт, надзвичайних заходів, а також брала участь у постійному комітеті конференції. 
У 1919 році Тарбелл опублікувала свій єдиний роман «Приплив».  Для агентства МакКлюра вона написала статті про конференцію з роззброєння, а потім опублікувала їх у книзі «Миротворці — благословенні та не дуже». 
Тарбелл написала ще одну біографію, про Елберта Г. Ґері, голову US Steel Corporation.  Вона не збиралась її писати, але Ґері переконав її, запевнивши, що якщо вона виявить в його компанії недоліки, він їх виправить. За книгу Тарбелл отримала 10 000 доларів, і хоча вона вважала, що виконала свою роботу чесно, її критикували за надмірну компліментарність. Одна з рецензій мала назву «Приборкання Іди Тарбелл», і в ній Тарбелл звинувачували в тому, що вона «продалась» своєму найзаклятішому ворогу — великим корпораціям.  
У 20-х роках Тарбелл написала серію статей про Беніто Муссоліні для журналу McCall's.  Вона порівнювала Муссоліні з Наполеоном і загалом зображала його у дуже вигідному світлі.  Її колишня колега Віола Роузборо писала: «В нашій розмові вона кілька разів згадала про його ямочку на щоці. Мене порадувала ця деталь, адже вона сильно контрастувала з образом „старої шкапи“, як називала себе Іда, і серйозної журналістки, якою вона безумовно була».  Можливо, Тарбелл здавалося, що Муссоліні «досяг мети ери прогресивізму ціною декількох громадських свобод». 
Останньою біографією Тарбелл була книга про Оуена Д. Янга, президента General Electric та засновника Radio Corporation of America та NBC.  Ввважалося, що в той час Янг збирався балотуватися в президенти, тож книгу сприйняли як частину передвиборчої кампанії. 
У 1923 році Артур Шлезінгер-старший запропонував Тарбелл стати однією з авторок статей для серії «Історія американського життя», редактором якої він був.  Вона погодилась, але закінчила свою статтю «Націоналізація бізнесу» лише у 1936 році. 
Тарбелл була президентом клубу Pen and Brush, а також членом жіночих клубів Colony та Cosmopolitan. 

## Смерть і спадщина
Тарбелл закінчила автобіографію «Повсякденність» у 1939 році, у віці 82 років.  Книгу очікував прохолодний прийом.  Вона працювала над іншою книгою, «Життя після вісімдесяти», але у грудні 1943 року потрапила до лікарні з пневмонією. 6 січня 1944 року вона померла у віці 86 років. 
У 1993 році будинок Іди Тарбелл в Істоні, штат Коннектикут, був оголошений національною історичною пам'яткою. У 2000 році Тарбелл було посмертно включено до Національної зали слави жінок в місті Сенека-Фоллс, штат Нью-Йорк.  14 вересня 2002 року Поштова служба США випустила пам'ятну марку на честь Тарбелл. 
Внесок Тарбелл в американську журналістику неможливо переоцінити. Еверетт Е. Денніс, директор «Центру досліджень медіа» Колумбійського університету, вважає Тарбелл однією з засновниць сучасної журналістики.  професор історії в університеті Нью-Гемпшира, Елен Ф. Фітцпатрік, назвала Тарбелл однією з найвидатніших американських журналісток 20 століття.  «Історія компанії Standard Oil» зайняла п'яте місце у списку 100 найкращих журналістських робіт 20 століття, складеному Нью-Йоркським університетом у 1999 році.  Історикиня Доріс Кернс Гудвін у своїй книзі «Трибуна» назвала роботу Тарбелл про Standard Oil «знаковою книгою, яка закріпила її репутацію провідної журналістки-розслідувачки свого часу».  У своїй книзі «Здобич: історія гонитви за нафтою, грошима та владою», що отримала Пулітцерівську премію, економіст та історик Деніел Єргін пише про «Історію компанії Standard Oil» як про «найвпливовішу книгу про бізнес, що будь-коли виходила в США». 
Методи розслідування, які вона розробила, пишучи цю книгу, надихнули Стіва Вайнберга, директора некомерційної організації Investigative Reporters and Editors, Inc., створити на їх основі навчальні програми для журналістів-рослідувачів.  Хоча і журналісти " жовтої преси ", і макрейкери вважали, що журналіст не може займати нейтральну позицію,  «жовті журналісти» прагнули сенсаційності і не надто обтяжували себе перевіркою правдивості даних.   Макрейкери, такі як Тарбелл та Ептон Сінклер, навпаки писали детальні, ретельно перевірені та точні описи соціальних проблем свого часу,   створюючи фундамент для правових змін, закладаючи основу етичних стандартів в журналістиці та цілого нового напрямку — розслідувальної журналістики. 
На честь Іди Тарбелл назване видання неприбуткової організації To Be Fair.

## Стиль та методи письма
Головним письменницьким принципом Тарбелл була наполеглива робота.  Зацікавленість Іди наукою відображалась на її журналістських роботах, надаючи їм характер наукового дослідження.  Кожне її твердження підкріплювалось фактами. Про її ранні роботи навіть писали, що вони «потопають у фактах».  Старанної роботи вимагали також і терміни виконання, встановлені редакторами журналів.  Вона вела активне листування, щоденно відповідаючи на двадцять листів. 
Тарбелл надзвичайно ретельно проводила дослідження. Вона почала писати біографію Лінкольна через 30 років після його смерті і подорожувала по всій країні, зустрічаючись з людьми, які його знали.  Її дослідження виявило більше 300 документів, серед яких неопубліковані промови, листи, зображення та історії з життя. Завдяки цим історіям біографії Тарбелл живі і персонажі в них сприймаються зовсім по-іншому.  Тарбелл вважала, що пишучи біографію потрібно «забути все, що знаєш про цю людину. Треба писати так, ніби ти вперше про неї чуєш. Усе тоді свіже, нове. Розум, дізнаючись щось нове, сприймає це зовсім по-іншому».  Історії з життя дозволяли Тарбелл по-новому поглянути на героїв її книг.  Тарбелл перевіряла правдивість історій про Лінкольна, розпитуючи його знайомих. 
Роботу Тарбелл вирізняли чесність та професійність,  а її дослідницьких методів вчать сучасних журналістів-розслідувачів.  Вивчаючи роботу Standard Oil, вона хотіла побудувати свою розповідь на основі документів.  Ця методика, що ґрунтується на дослідженні урядових документів, судових позовів та проведенні інтерв'ю, дозволила їй викрити злочинні дії корпорації. 
Тарбелл любила працювати за столом, заваленим документами та дослідницькими нотатками. «Історію компанії Standard Oil» вона писала вдома в своєму кабінеті, і лише раз на день робила перерву, щоб сходити в офіс McClure's.  Вдома в Нью-Йорку вона сиділа на віденському стільці за великим столом, на якому лежали стоси паперів.  Тарбелл розкладала по порядку потрібні їй книги, записи та газетні вирізки і писала.  Коли вона закінчувала розділ і здавала його в редакцію, то переглядала матеріали на столі і розкладала їх для написання наступного розділу. На своїй фермі в Коннектикуті Тарбелл працювала за столом з червоного дерева в залитій сонцем бібліотеці. 

## В інших медіа
Політична п'єса Чарльза Клейна «Лев і миша» (1905) була поставлена незабаром після публікації в McClure's Magazine статей Тарбелл про Standard Oil. Вважалось, що сюжет п'єси базується на історії написання цих робіт (назва відсилає до байки Езопа). П'єсу було зіграно 686 разів поспіль, що стало рекордом для постановки американської п'єси в Нью-Йорку. 

### Книги
- Коротке життя Наполеона Бонапарта. Нью-Йорк: SS McClure, 1895.
- Мадам Ролан: біографічне дослідження. Нью-Йорк: Scribner's, 1896.
- Життя Авраама Лінкольна. 2 т. Нью-Йорк: McClure Phillips, 1900.
- Життя Наполеона Бонапарта: з нарисом про Жозефіну, імператрицю французьку Нью-Йорк: Макміллан, 1901.
- Історія компанії Standard Oil, 2 т. Нью-Йорк: McClure, 1904.
- Він знав Лінкольна. Нью-Йорк: Сторінка Doubleday, 1907.
- Батько Авраам Нью-Йорк: Moffat, Yard and Company, 1909.
- Тариф у наші часи. Нью-Йорк: компанія Macmillan, 1911.
- Місія бути жінкою. Нью-Йорк: Макміллан, 1912 рік.
- Шляхи жінки. Нью-Йорк: Макміллан, 1915 рік.
- Нові ідеали у бізнесі, дослідження їх застосування та впливу на людей і прибуток. Нью-Йорк: Макміллан, 1916 рік.
- Приплив; Історія Сабінспорта (роман) Нью-Йорк, Макміллан, 1919 рік.
- У кріслі Лінкольна. Нью-Йорк: Макміллан, 1920 рік.
- Лінкольн-бойскаут. Нью-Йорк: Макміллан, 1921 рік.
- Він знав Лінкольна та інші історії Біллі Брауна. Нью-Йорк: Макміллан, 1922 рік.
- Миротворці - благословенні та не дуже; спостереження, роздуми та неприємності на міжнародній конференції. Нью-Йорк: Макміллан, 1922.
- Життя Елберта Г. Ґері: історія сталі. Нью-Йорк: Епплтон, 1925 рік.
- Репортер Лінкольна; історія Генрі Е. Вінга, солдата і газетяра. Нью-Йорк: Книжкова ліга Америки, 1929.
- Оуен Д. Янг: новий тип промислового лідера. Компанія Макміллана, 1932 рік.ISBN 0-518-19069-2.
- Повсякденність: автобіографія. Нью-Йорк: компанія Macmillan, 1939.

### Вибрані статті
- «Мистецтво та промисловість Цинциннаті». Chautauquan, грудень 1886, 160–62.
- «Жінки-винахідниці». Chautauquan, березень 1887 р., 355–57.
- «Жінки в журналістиці».Chautauquan, квітень 1887, 393–95.
- «Пастер вдома». McClure's Magazine, вересень 1893, 327–40.
- «На вулицях Парижа». New England Magazine, листопад 1893 р., 259–64.
- «Ідентифікація злочинців». McClure's Magazine, березень 1894 р., 355–69.
- «Наполеон Бонапарт». McClure's Magazine, листопад 1894 — квітень 1895.
- «Авраам Лінкольн.» McClure's Magazine, листопад 1895 — листопад 1896.
- «Історія компанії Standard Oil». McClure's Magazine, листопад 1902 — липень 1903; Грудень 1903 — жовтень 1904.
- «Джон Д. Рокфеллер». Частини 1 і 2. McClure's Magazine, липень 1905, 227–49; Серпень 1905, 386–97.
- «Комерційний макіавеллізм». McClure's Magazine, березень 1906, 453–63.
- «Тариф у наші часи». American Magazine, грудень 1906, січень 1907, березень — червень 1907.
- "Рузвельт проти Рокфеллера ". American Magazine, грудень 1907 — лютий 1908.
- «Американка». American Magazine, листопад 1909 — травень 1910.
- «Непроста жінка». American Magazine, січень 1912 р.
- «Місія бути жінкою». American Magazine, березень 1912 р., 563–68.
- «Політ. Здійснення мрії». American Magazine, листопад 1913 р., 65–66.
- «Золоте правило бізнесу» American Magazine, жовтень 1914 — вересень 1915.
- «Флорида — і що далі?» McCall's Magazine, травень — серпень 1926 р.
- «Найкраща історія у світі?» McCall's Magazine, листопад 1926 — лютий 1927.
- «Що Іда Тарбелл думає про сухий закон» Delineator, жовтень 1930, 17.

## Подальше читання
- - Brady, Kathleen. Ida Tarbell: Portrait of a Muckraker (2004)
  - Goodwin, Doris Kearns. «The Bully Pulpit: Theodore Roosevelt, William Howard Taft, and the Golden Age of Journalism.» New York: Simon & Schuster, 2013.
  - Gorton, Stephanie. Citizen Reporters: S.S. McClure, Ida Tarbell, and the Magazine that Rewrote America [Архівовано 24 квітня 2020 у Wayback Machine.]. New York: Ecco/HarperCollins, 2020.
  - Kochersberger Jr., Robert C.[en], ed. More Than a Muckraker: Ida Minerva Tarbell's Lifetime in Journalism, The University of Tennessee Press, 1995 — collection of articles
  - McCully, Emily Arnold. Ida M. Tarbell The Woman Who Challenged Big Business and Won. New York: Clarion Books, 2014.
  - Randolph, Josephine D. «A Notable Pennsylvanian: Ida Minerva Tarbell, 1857—1944,» Pennsylvania History (1999) 66#2 pp 215—241, short scholarly biography
  - Serrin, Judith and William. Muckraking! The Journalism that Changed America, New York: The New York Press, 2002.
  - Somervill, Barbara A. Ida Tarbell: Pioneer Investigative Reporter Greensboro, nc: M. Reynolds., 2002
  - Weinberg, Steve. Taking on the Trust: The Epic Battle of Ida Tarbell and John D. Rockefeller (2008)
  - Yergin, Daneil. The Prize: The Epic Quest for Oil, Money, and Power[en] (2008)